# Новомусино (Куюргазинський район)
Новому́сино (рос. Новомусино, башк. Яңы Муса) — село у складі Куюргазинського району Башкортостану, Росія. Входить до складу Ількінеєвської сільської ради.
Населення — 305 осіб (2010; 295 в 2002).
Національний склад:
- татари — 40%
- башкири — 36%